# 라구 (스튜)

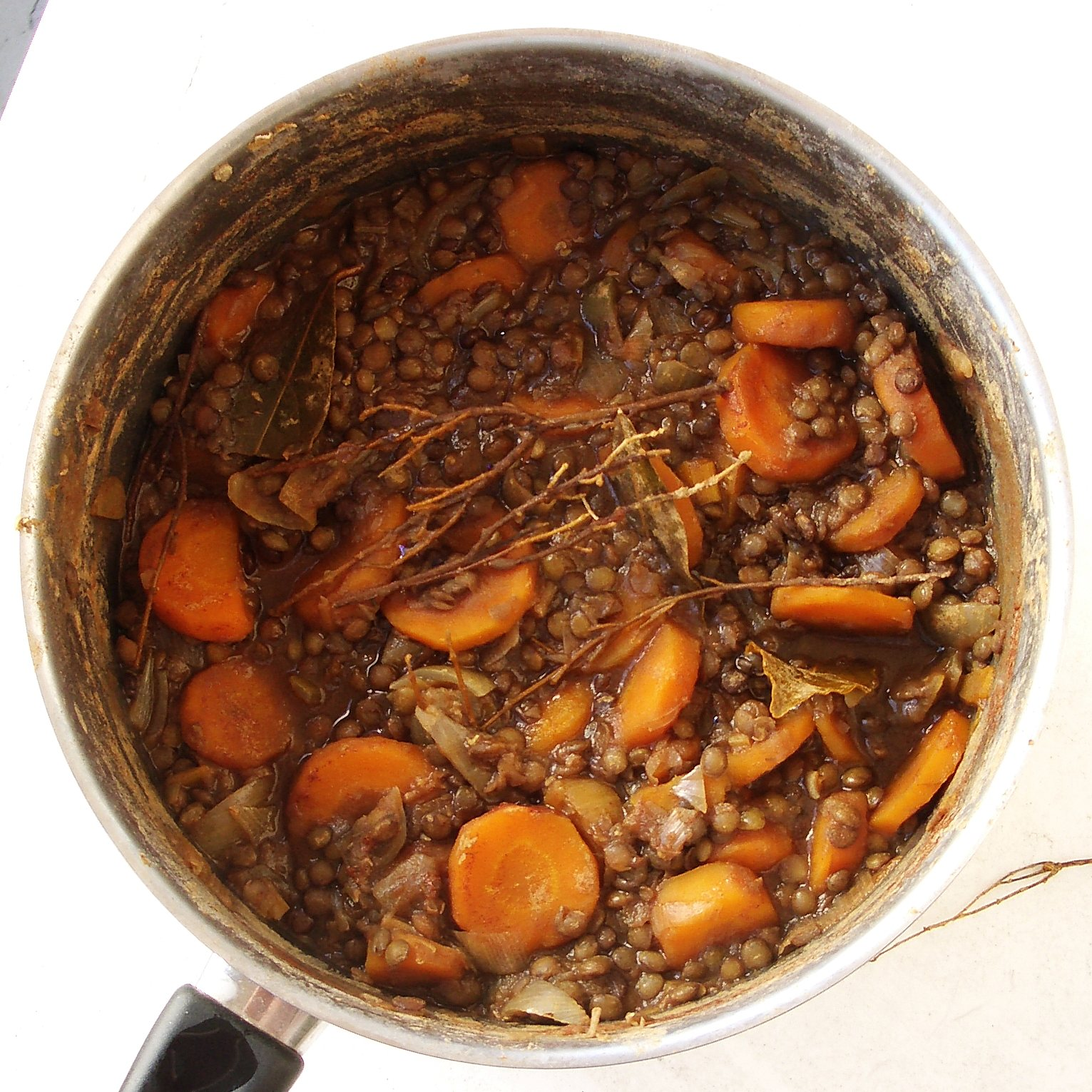
라구.

라구(Ragout)는 잘게 썬 생선살이나 닭고기에 밀가루와 양념을 넣어 치즈를 얹어 오븐에 구운 대표적인 동독 음식이다. 일반적으로 토스트와 함께 서빙된다.

## 같이 보기
- 라구 (소스)